# Kumi (Stadt)
Kumi ist eine Stadt in Ost-Uganda mit schätzungsweise 13.000 Einwohnern. Sie ist Hauptort des gleichnamigen Distrikts und dessen administratives und wirtschaftliches Zentrum. Innerhalb des Distrikts ist sie einem Sub-County gleichgestellt.

## Geographie
Die Stadt Kumi liegt im östlichen Uganda in der Sub-Region Teso. Sie befindet sich 10 Kilometer südlich des Bisinasees und rund 80 Kilometer nordwestlich des Mount Elgon. Die Hauptstadt Kampala liegt ca. 120 Kilometer südwestlich, Soroti 50 Kilometer nordwestlich und Mbale 50 Kilometer südöstlich.
Nachbar-Countys bilden das Sub-County Kumi im Norden, Westen und Süden sowie das Sub-County Atutur im Südosten.

### Klima
Kumi besitzt ein Savannenklima. Das Jahresmittel des Niederschlags beträgt 1000–1300 mm und fällt hauptsächlich während der Regenzeit von April bis Juni. Die Monatsmitteltemperaturen bewegen sich zwischen 20 und 28 Grad Celsius.

## Geschichte
Die Geschichte der Stadt Kumi beginnt 1904 mit der Gründung eines britischen Verwaltungspostens für den südlichen Teil des von den Iteso bewohnten Gebiets auf der Strecke von Mbale nach Soroti. Mit der Eröffnung der Bahnstrecke Tororo–Arua Mine im Jahr 1929 stieg Kumi auch zum wirtschaftlichen Zentrum der Region auf. Bis 1975 war Kumi Teil des Distrikts Teso. Als dieses in die Distrikte Kumi und Soroti geteilt wurde, wurde Kumi zum Hauptort des Distrikts und erhielt den Status einer Stadt.

## Bevölkerung
Bei der letzten Volkszählung im Jahr 2002 hatte Kumi 8.807 Bewohner. Die geschätzte Einwohnerzahl im Jahr 2010 betrug bereits 12.500 Personen. 2011 waren es schon 13.000 Menschen.
Die meisten Einwohner gehören der Volksgruppe der Iteso an. Ihre Sprache, das Ateso, ist die Umgangssprache in der Stadt.

## Stadtbild
Als Kleinstadt im ländlichen Raum ist Kumi verhältnismäßig locker mit meist einstöckigen Häusern bebaut. Zentren der Stadt bilden die Kreuzung der Fernstraße Mbale-Soroti mit der Straße nach Ngora und der Markt im nordwestlichen Teil der Stadt.

### Wichtige Orte
- Kumi Hospital – Das staatliche Health Center III, an der Kreuzung Ngora Road, Mbale-Soroti Road.
- Kumi-Markt – Zentraler Markt für Lebensmittel, im Nordwesten der Stadt gelegen.
- Taxi/Bus Station  – Haltepunkt für (Sammel)-Taxen und Fernbusse an der Kreuzung Ngora Road, Mbale-Soroti Road.
- Distriktverwaltung für den Distrikt Kumi
- Kumi Stadtverwaltung
- Kumi Prison –  Distriktgefängnis im Südosten der Stadt.
- Kumi Hotel – Das größte Hotel der Stadt im Südosten.

## Wirtschaft
Während die Umgebung Kumis fast ausschließlich landwirtschaftlich geprägt ist, überwiegen in der Stadt Handel und Dienstleistungsgewerbe.
Neben dem Markt, auf dem überwiegend Lebensmittel aus dem Distrikt angeboten werden, befinden sich vor allem entlang der Mbale-Soroti Road und der Ngora Road Restaurants, Supermärkte und Banken u. a. Filialen Stanbic Bank, der Centenary Bank sowie der Fincance Trust Bank. Kumi ist derzeit der einzige Ort im Distrikt, in dem Bankfilialen verfügbar sind.
Der Fremdenverkehr dagegen spielt in Kumi nur eine untergeordnete Rolle. Die Stadt dient Touristen jedoch als Ausgangspunkt für Ausflüge zu den Felsmalereien bei Nyero und zum Bisima See. Einziges größeres Hotel mit internationalen Gästen ist das Kumi Hotel. In der Stadt gibt es zahlreiche preisgünstige Hostels.

## Verkehr
Die Stadt Kumi stellt einen regionalen Verkehrsknotenpunkt dar. Im Zentrum der Stadt stößt die unasphaltierte Überlandstraße nach Ngora und Serere auf die vollasphaltierte Fernstraße Mbale-Soroti, die den wichtigsten Verkehrsweg Ostugandas bildet. Auf ihm verkehren Fernbusse nach Soroti, Mbale, Lira und Kampala. Des Weiteren gibt es (Sammel)-Taxen in Richtung Soroti, Mbale Ngora und Serere.
Der Innerstädtische Verkehr wird überwiegend von Boda-Boda Fahrrad und Motorradtaxis geleistet.
Die 1928 erbaute und 2013 wiedereröffnete Bahnstrecke Tororo-Gulu durchquert Kumi parallel zur Mbale-Soroti Road von Südosten nach Nordwesten. Sie war einst ein wichtiger Faktor bei der Entwicklung Kumis zur Stadt. Der unregelmäßige Güterverkehr auf der Strecke bedient den Haltepunkt Kumi-Stadt jedoch derzeit nicht mehr.

## Gesundheit und Bildung
In der Stadt gibt es ein staatliches Health Center III, das an der zentralen Kreuzung im Stadtzentrum liegt. Das mit etwa 200 Betten größte Krankenhaus im Distrikt ist das Kumi Hospital, welches etwa 7 Kilometer nordöstlich in der Ortschaft Ongino liegt. Darüber hinaus befindet sich im Süden der Stadt das Kumi Orthopaedic Centre mit 40 Betten. Es ist die einzige Orthopädische Klinik in Ostuganda.
Der Ort verfügt über eine Anzahl an Grundschulen (Primary School) und weiterführenden Schulen (Secondary School).
Die Kumi University, eine 2004 gegründete Privatuniversität mit etwa 1000 Studenten, hat ihren Hauptcampus in der Ortschaft Nyero, acht Kilometer westlich der Stadt.